# Lepidopilidium purpurissatum
Lepidopilidium purpurissatum är en bladmossart som beskrevs av Brotherus 1907. Lepidopilidium purpurissatum ingår i släktet Lepidopilidium och familjen Hookeriaceae. Inga underarter finns listade i Catalogue of Life.